# Фернвальд
Фернвальд (нім. Fernwald) — громада в Німеччині, знаходиться в землі Гессен. Підпорядковується адміністративному округу Гіссен. Входить до складу району Гіссен.
Площа — 21,57 км2. Населення становить 7046 ос. (станом на 31 грудня 2020).